# Мирамар (Гавана)

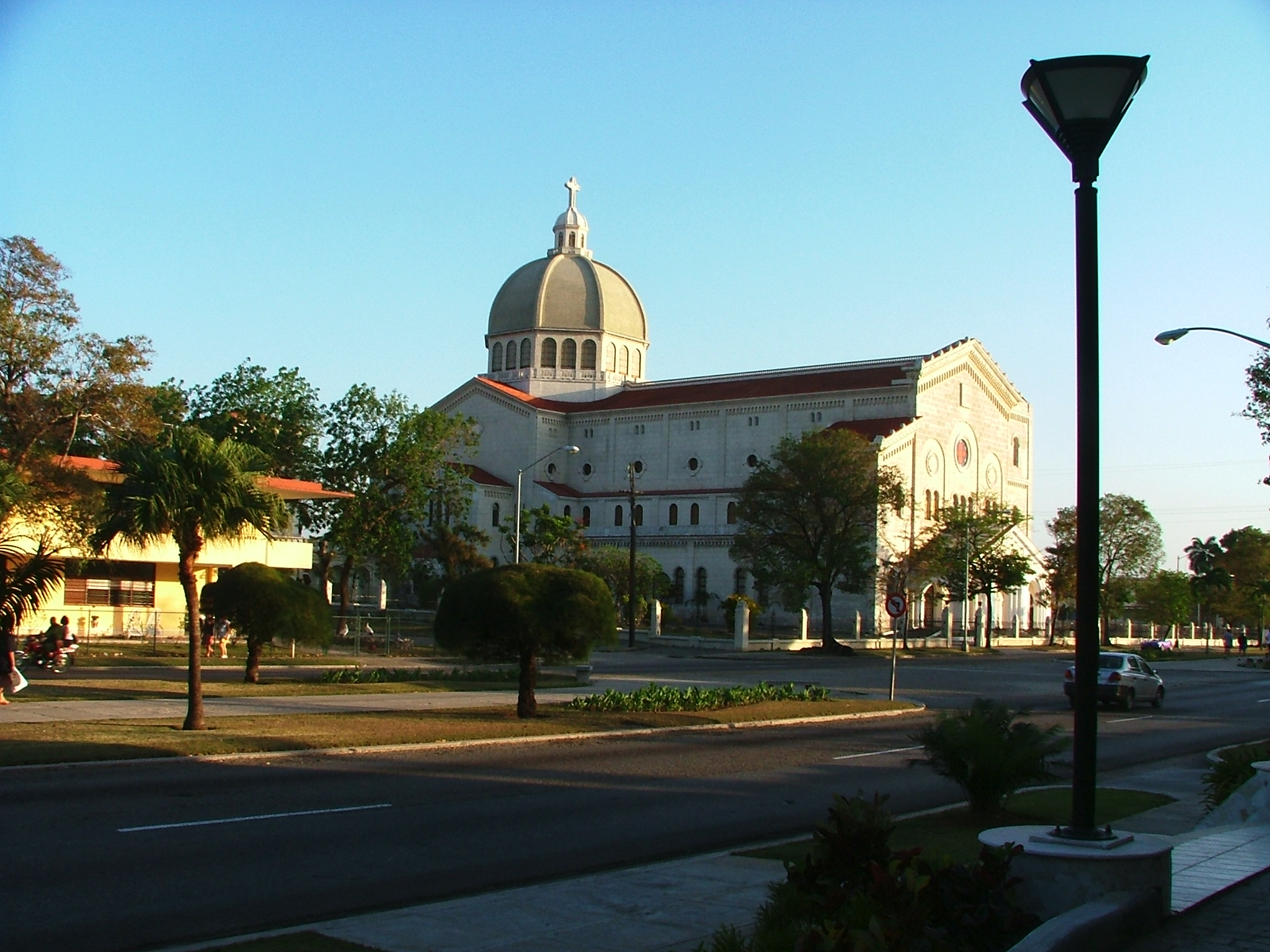
Церковь Хесус-де-Мирамар в районе Мирамар

Мирамар (исп. Miramar) — один из районов Гаваны, столицы Кубы. Входит в муниципалитет Плайя (Playa).
С восточный стороны Мирамар граничит с районом Ведадо, границей между районами служит служит река Альмендарес.

## История
В ноябре 1960 года в ходе операции кубинских спецслужб в районе Мирамар был обнаружен и изъят склад оружия и взрывчатки для «гусанос», а также арестована агент ЦРУ Джеральдина Шэмма (в доме которой находился склад).

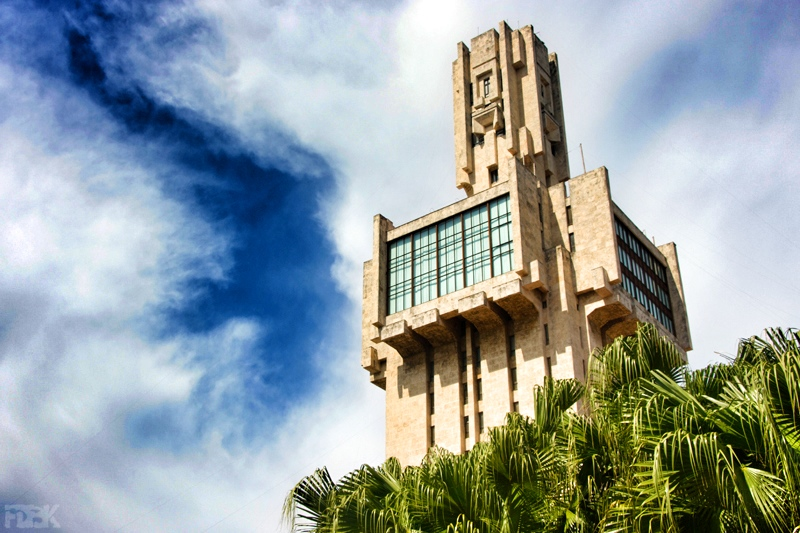
Посольство России на Кубе

В 1970-е годы здесь было построено здание посольства СССР, ставшее одной из архитектурных доминант района (многоэтажное здание напоминает по форме перевернутый меч, и его можно видеть из многих районов Гаваны).
На рубеже XX—XXI веков здесь были построены несколько административных зданий, комплекс которых получил название «Бизнес-центр Мирамар».
Район Мирамар является одним из самых престижных столичных районов. Здесь расположены посольства иностранных государств, частные особняки, а также многочисленные клубы, рестораны и пляжи.
Одна из достопримечательностей района — церковь Хесус-де-Мирамар (en:Iglesia de Jesus de Miramar), которая является вторым по величине храмом на Кубе, после Кафедрального собора Гаваны. Церковь, созданная в романо-византийском стиле, строилась в 1948—1953 гг.